# Ferrari 488 GTE
Chronologie des modèles
Ferrari 458 Italia GT2 Ferrari 296 GT3
La Ferrari 488 GTE est une Ferrari 488 de compétition développée par GT Competizione et Ferrari, elle est homologuée pour courir dans les catégories LM GTE de l'Automobile Club de l'Ouest et GTLM de l'International Motor Sports Association,,,,.

## Aspects techniques

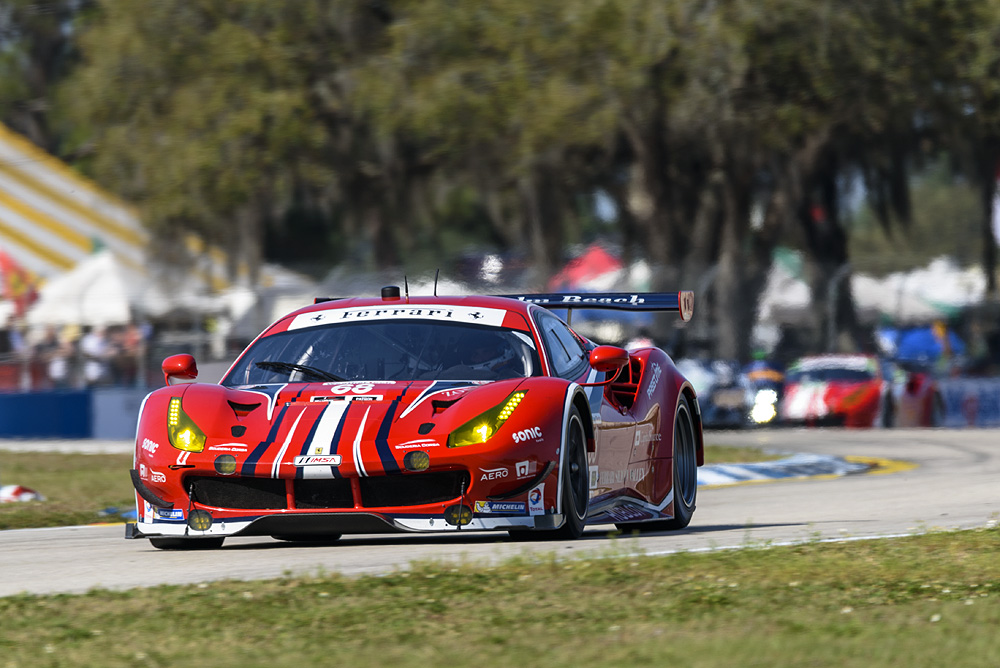
la Ferrari 488 GTE de l'écurie américaine Risi Competizione lors des 12 Heures de Sebring 2016.

En août 2015, la Ferrari 488 GTE a fait ses premiers tours de piste sur le Circuit de Vallelunga aux mains de Gianmaria Bruni et de Davide Rigon,.
En novembre 2015, lors des Ferrari Finali Mondiali au Mugello en Italie, Gianmaria Bruni, Toni Vilander, James Calado et Davide Rigon ont levé le voile de la Ferrari 488 GTE qui a débuté en compétition dans le championnat du monde d'endurance en 2016 ainsi qu'en WeatherTech SportsCar Championship.
En 2018, la voiture est renommée « Ferrari 488 GTE Evo ». C’est fondamentalement le même châssis, la plupart des évolutions ont été réalisées sur l’aérodynamisme. En effet, le splitter avant, le bouclier avant et le diffuseur arrière ont été modifiés. Ces changements avaient pour objectif de rendre la voiture plus facile à piloter. La sensibilité est légèrement inférieure,,.

## Écurie
- AF Corse
- Car Guy Racing
- Clearwater Racing
- DH Racing
- HubAuto Corsa
- Iron Lynx
- JMW Motorsport
- Keating Motorsports
- Kessel Racing
- Krohn Racing
- Luzich Racing
- MR Racing
- Red River Sport
- Rinaldi Racing
- Risi Competizione
- Scuderia Corsa
- SMP Racing
- Spirit of Race
- WeatherTech Racing